# Bolívar (Sucre)
Pour les articles homonymes, voir Bolívar.
Bolívar est l'une des quinze municipalités de l'État de Sucre au Venezuela. Son chef-lieu est Marigüitar. En 2011, la population s'élève à 21 871 habitants.

## Géographie

### Subdivisions
Selon l'Institut national de statistique et contrairement à la plupart des municipalités du pays, la municipalité de Bolívar ne comporte aucune paroisse civile.